# Casatella Trevigiana
Casatella Trevigiana ist ein italienischer Weichkäse mit geschützter Ursprungsbezeichnung. Namensgebend ist das Gebiet der Marca Trevigiana, ein historisches Gebiet rund um die Stadt Treviso. Der Casatella Trevigiana ist der bekannteste Vertreter aus der Familie der Casatella-Weichkäse.

## Herkunft
Das Herstellungsgebiet umfasst das gesamte Gebiet der Provinz Treviso in der nordostitalienischen Region Venetien. Das gesamte Erzeugungsverfahren von der Rinderhaltung und Milcherzeugung über die Herstellung und Verarbeitung der Gallerte, das Formen, Abtropfen und Salzen bis zur Reifung und Verpackung muss im Herstellungsgebiet stattfinden.
Die verarbeitete Milch stammt ausschließlich von Kühen der Rassen Holstein-Rind, Pezzata Rossa Italiana, Braunvieh, Burlina und deren Kreuzungen.
Ursprünglich mussten wenigstens 90 % der Futtermittel aus dem genannten Herstellungsgebiet stammen. Der Anteil wurde 2020 auf 60 % herabgesetzt. Notwendig wurde dieses durch die Verringerung landwirtschaftlicher Flächen, die für die Erzeugung von Tierfuttermitteln zur Verfügung stehen, insbesondere durch Erschließungs- und Wegebauarbeiten sowie die Umwandlung von für den Anbau von Futterpflanzen genutzten landwirtschaftlichen Flächen in Rebflächen. So kam es im Zeitraum 2010 bis 2018 zu einer Verringerung der Dauerfutterflächen um 50 % und der temporären Futterflächen um 26 %. Gleichzeitig nahmen die Rebflächen um 30 % zu.
Der täglich verabreichte Trockenanteil des Futters muss zu mindestens 60 % aus Grünfutter bestehen.

## Geschichte und Etymologie
Der Casatella Trevigiana trug früher den Namen Formajela und ist bereits seit dem 17. Jahrhundert bekannt. Er wurde ursprünglich zu Hause in Eigenfertigung hergestellt, worauf möglicherweise der Name Casatella hinweist, der sich aus dem italienischen casa (dt. Haus) ableiten könnte. Nach anderen Theorien könnte der Name auch aus dem lateinischen caseus (dt. Käse) abstammen. Früher wurde er häufig von Hausfrauen auf dem Land aus frisch gemolkener überschüssiger Milch gefertigt. Seit 2004 ist der Produktname Casatella Trevigiana in Italien gesetzlich geschützt und seit 2007 als traditionell hergestelltes Agrar- und Nahrungsmittelprodukt der Region Venetien eingetragen. Seit 2008 ist er von der Europäischen Union als DOP-Produkt anerkannt. Der Anerkennung war 2007 ein entsprechender Antrag des italienischen Ministeriums für Landwirtschafts-, Ernährungs- und Forstpolitik vorausgegangen, der vom Konsortium zum Schutz des Käses Casatella Trevigiana dem Ministerium unterbreitet worden war.

## Herstellung
Casatella Trevigiana wird ausschließlich aus Vollmilch hergestellt. Der Milchfettanteil muss bei der Verarbeitung über 3,2 % betragen. Die Milch wird bei 4 °C gekühlt aufbewahrt, danach pasteurisiert und bei 34 bis 40 °C weiterbehandelt. Die Käsebereitung muss innerhalb 48 Stunden nach dem Melken beginnen. Nach dem Salzen reift der Käse zwischen vier und acht Tage in der Reifekammer bei 2–8 °C. Die Formen müssen dabei mindestens alle zwei Tage gewendet werden. Die Herstellung erfolgt ganzjährig.
Hergestellt wird der Casatella Trevigiana DOP in 79 verifizierten Betrieben in der Provinz Treviso.

## Eigenschaften
Der Laib ist zylindrisch und wird in zwei Größen produziert. Kleine Laibe haben einen Durchmesser von 5 bis 12 cm, eine Randhöhe von 4 bis 6 cm und wiegen 200 bis 700 g. Große Laibe haben einen Durchmesser von 18 bis 22 cm, eine Randhöhe von 5 bis 8 cm und wiegen 1,8 bis 2,2 kg.
Der Teig ist weich, glänzend, leicht sahnig und im Mund schmelzend. Er weist mitunter eine kleine, leichte Lochbildung auf und ist von milchweißer bis cremeweißer Farbe. Eine Rinde ist kaum wahrnehmbar oder nicht vorhanden.
Der Geschmack ist mild mit typischem Milcharoma und leicht säuerlicher Note.
Der Fettgehalt in der Trockenmasse beträgt 18 bis 27 % und der Feuchtigkeitsgehalt 53 bis 60 %. Der Eiweißgehalt liegt über 12 %.

## Kennzeichnung und Handel
Casatella Trevigiana muss im Erzeugungsgebiet verpackt werden. Auf der Verpackung kann die Bezeichnung Denominazione di Origine Protetta durch die Abkürzung DOP ersetzt werden; die Verpackung ist mit einer Marke zu versehen, die ein einheitlich zu verwendendes Logo aufweist.
2023 wurden 278 Tonnen Casatella Trevigiana hergestellt, wobei ein Umsatz von 1,9 Mio. EUR generiert wurde.

## Verwendung
Der  Casatella Trevigiana ist ein in der Küche vielseitig verwendbarer Käse und eignet sich auch als Zutat für viele Rezepte. Er kann als Appetithäppchen zusammen mit Grissini oder  mit einfachen Salaten gereicht werden. Besonders bietet er sich mit verschiedenen Gemüsesorten als Beilage an. Gerne wird er mit gegrilltem rotem Radicchio IGP aus Treviso und Polenta oder mit Mostarda di frutta angeboten. Auch in Süßspeisen findet er seine Verwendung. Zum Casatella Trevigiana bieten sich Weißweine und Spumanti, wie ein Prosecco di Conegliano Valdobbiadene DOCG.

## Nährwert und Inhaltsstoffe
Im Casatella Trevigiana finden sich konzentriert verschiedene Nährstoffe der Vollmilch, wie Proteine, Fett, Mineralstoffe und Vitamine. Er ist besonders gut verdaulich und eignet sich für kalorienarme Diäten.
100 Gramm hat einen Physiologischen Brennwert von 1120 Kilojoule (270 kcal) und enthält u. a. folgende Stoffe: Wasser 53–60 g, Proteine 15–20 g, Fett 20–24 g, Calcium 0,5 mg, Phosphor 0,4 mg.